# Peter Barrett
Peter Barrett est un skipper américain né le 20 février 1935 à Madison (Wisconsin) et mort le 17 décembre 2000 dans la même ville.

## Carrière
Peter Barrett obtient une médaille d'argent dans la catégorie des Finn lors des Jeux olympiques d'été de 1964 à Tokyo. Quatre ans plus tard, lors des Jeux olympiques d'été de 1968 à Mexico, il remporte le titre olympique dans la catégorie des Star.